# Hideo Furukawa
Pour les articles homonymes, voir Furukawa.
Hideo Furukawa (古川 日出男, Furukawa Hideo), né le 11 juillet 1966, à Kōriyama, au Japon, est un écrivain japonais.

## Élément biographiques
Hideo Furukawa passe son enfance et son adolescence à Kōriyama, dans la préfecture de Fukushima, au Japon.  À l'âge de quinze ans, il se passionne pour le théâtre, aussi bien comme acteur que comme lecteur. Il découvre notamment Kunio Shimizu qui l'influence durablement. À dix-huit ans, il quitte sa ville natale pour Tokyo et s'inscrit à l'université Waseda, au département de littérature. Mais il n'achève pas ses études et commence à travailler pour une maison d'édition. À partir de 1994, il se consacre pleinement à sa carrière d'écrivain.

## Œuvre
Hideo Furukawa commence par écrire des pièces de théâtre, prolongeant ainsi son expérience et sa passion de longue date, avant de privilégier l'écriture de romans pour lesquels il obtient de nombreux prix et qui en font le représentant d'une écriture romanesque rénovée. En 1998, il publie un premier roman, Jusan. En 2002, son quatrième roman, La Tribu des mille et une nuits (Arabia no Yoru no Shuzoku), lui vaut le prix des auteurs japonais de romans policiers et le prix de la Science-Fiction. En 2005, Alors Belka, tu n'aboies plus ? est nommé pour le prix Naoki. En 2006, il est lauréat du prix Mishima pour son roman Love.
Il se présente comme un héritier de Haruki Murakami et revendique également l'influence sur son travail de Jorge Luis Borges et de Gabriel Garcia Marquez.
Hideo Furukawa se produit également dans des concerts-récitations (« Rodoku gigu ») où il joue la musique qu'il compose lui-même.
Il est traduit en français depuis 2011 aux éditions Philippe Picquier.

## Liste des œuvres traduites en français
- 2002 : L'Horrible homme-oiseau (nouvelle extraite de gift), dans Meet n°11 (Tokyo/Luanda, p. 85-93), nouvelle traduite par Patrick Honnoré, Éditions Meet, octobre 2007.
- 2003 : Soundtrack (サウンドトラック), roman traduit par Patrick Honnoré, Éditions Philippe Picquier, 2015 ; Picquier poche, 2018.
- 2005 : Alors Belka, tu n'aboies plus ? (ベルカ、吠えないのか), roman traduit par Patrick Honnoré, Éditions Philippe Picquier, 2012 ; Picquier poche, 2015.
- 2011 : Ô chevaux, la lumière est pourtant innocente (馬たちよ、それでも光は無垢で), essai traduit par Patrick Honnoré, Éditions Philippe Picquier, 2013 ; Picquier poche, 2018.
- 2021 : Le Roi Chien, roman traduit par Patrick Honnoré, Éditions Philippe Picquier, 2022

### Bibliographique
- (en) [PDF] Mikhail Sergeevich Ignatov, Body in Motion: Furukawa Hideo, Writer for the Multimedia Age, université de l'Arizona.